# Album de Sobibór

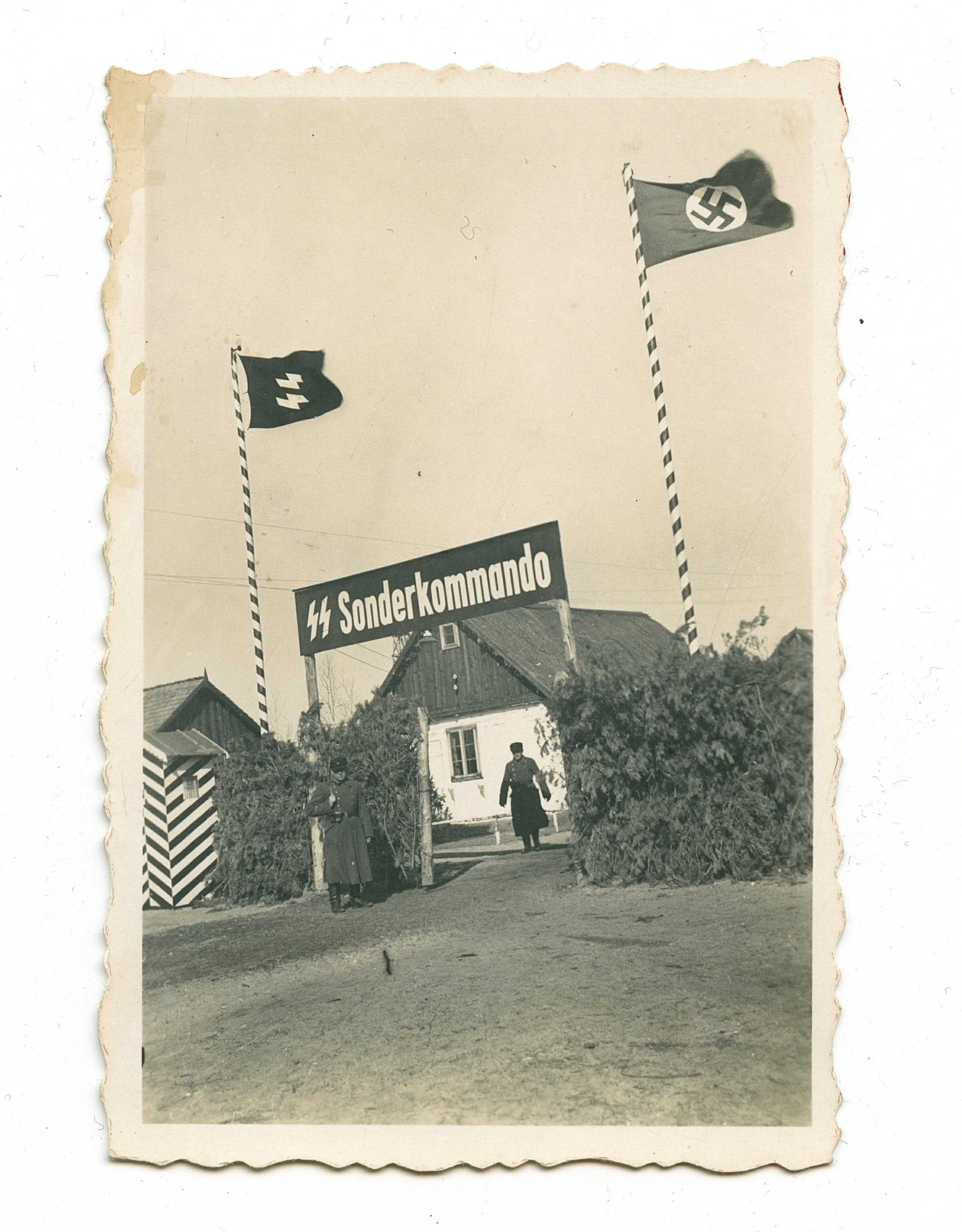
Entrée du centre d'extermination de Sobibór.

L'album de Sobibór contient soixante-deux photographies contemporaines du centre d'extermination de Sobibór prises par les SS. Il appartenait au commandant adjoint Johann Niemann, tué lors du soulèvement de Sobibór en 1943. L'album est donné au United States Holocaust Memorial Museum en 2020.

## Histoire
Le petit-fils de l'officier SS Johann Niemann, qui était le commandant adjoint du centre d'extermination de Sobibór, remet en 2015 à l'historien Martin Cüppers (de) 49 clichés trouvés dans la grange de sa maison familiale. Cüppers, qui dirige le centre de recherches Ludwigsburg (de) de l'université de Stuttgart, reçoit progressivement 361 images d'archives photographiques, dont les originaux sont cédés au United States Holocaust Memorial Museum. Avec plusieurs collègues, l'historien publie en 2020 un recueil sur la politique génocidaire nazie en territoire polonais, Fotos aus Sobibor.

## Album
On ne connaissait, avant cette publication, que deux clichés du camp de Sobibor. Les images retracent d'abord le parcours de Niemann, qui intègre la SS à 21 ans, puis est engagé de 1939 à 1941 dans « l’Aktion T4 ». Il est ensuite transféré au camp de Belzec où il participe au montage des chambres à gaz, puis d’octobre 1942 jusqu’à sa mort le 14 octobre 1943 au camp de Sobibór.

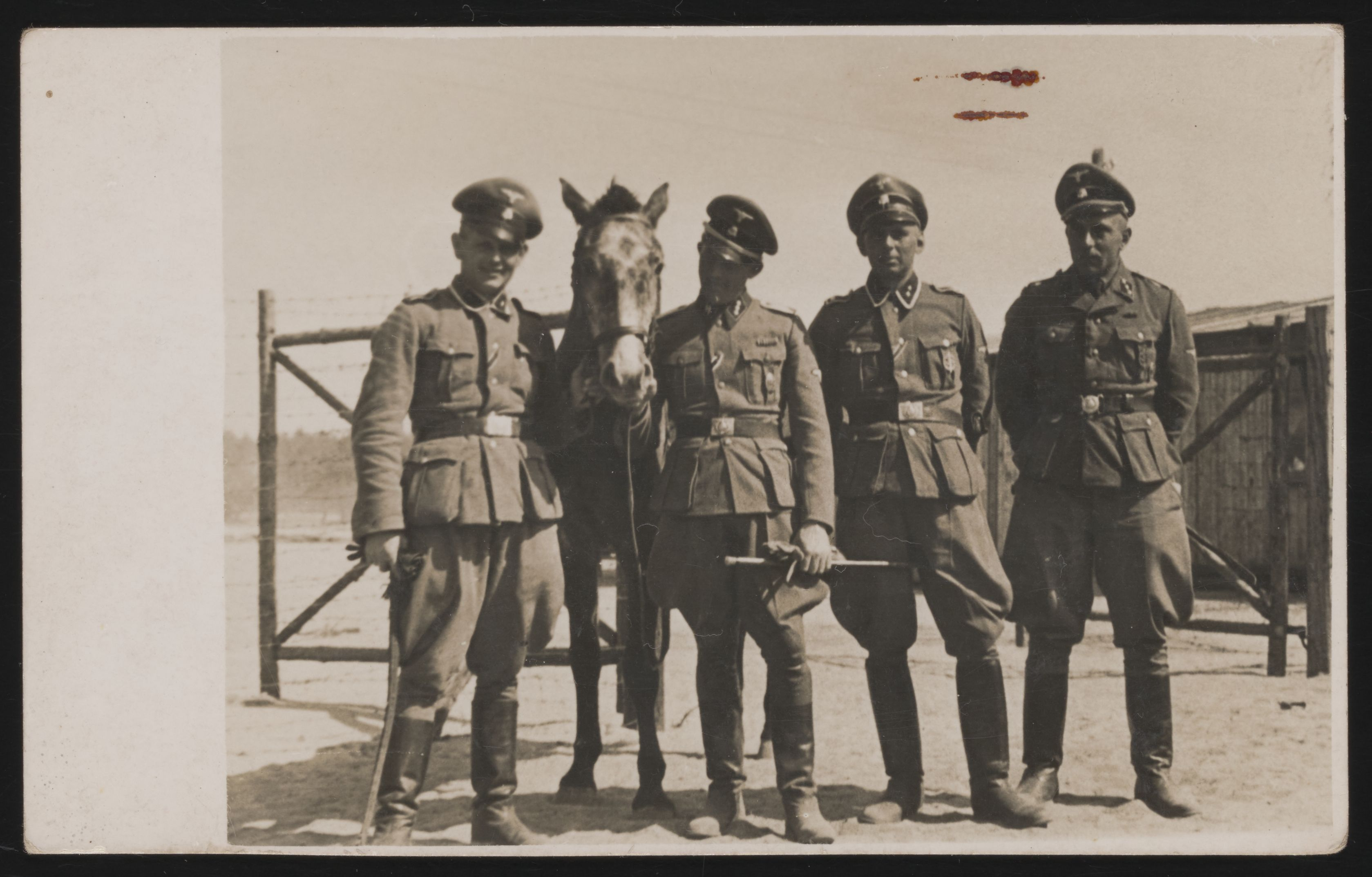
SS posant à Sobibór.

Ce parcours personnel détermine en partie le contexte des images, puisque Niemann se met en scène durant des promenades, des excursions, des déjeuners, voire à cheval sur la « rampe » de Sobibór. En raison de l'interdiction formelle de photographier à l'intérieur des camps, les images forment un contraste net avec la réalité du camp.
Cependant, la découverte de ces photographies permet de reconstituer la structure architecturale du camp, fermé et rasé par le personnel SS après le soulèvement des détenus en octobre 1943. Les clichés montrent aussi la complicité qui lie les SS aux auxiliaires volontaires, des prisonniers de guerre soviétique, les « Trawniki » employés pour les déportations depuis les ghettos, et pour les exécutions de masse. Deux clichés représentent  ainsi John Demjanjuk, condamné par la justice allemande, en 2011, à cinq ans de prison pour sa participation à l’assassinat de 28 000 Juifs à Sobibór, et qui avait toujours nié avoir été dans le camp.